# Motobu
Motobu (jap. 本部町 Motobu-chō) – miasto w Japonii, w prefekturze Okinawa, na wyspie Okinawa. Według danych na rok 2020 miejscowość zamieszkiwało 12 530 mieszkańców , a gęstość zaludnienia wyniosła 230,5 os./km².